# Germán Arangio
Carlos Germán Arangio Otero (Buenos Aires, 23 maggio 1976) è un allenatore di calcio ed ex calciatore argentino, di ruolo attaccante.

## Palmarès

### Nazionale
- Campionato mondiale Under-20: 1

1995